# Jyoti (ur. 2004)
Jyoti (ur. 2004) – indyjska zapaśniczka walcząca w stylu wolnym.
Złota medalistka MŚ wojskowych w 2024 i 2025. Druga na mistrzostwach Azji U-23 w 2022 i trzecia w 2019.
Druga na mistrzostwach Azji juniorów w 2023 roku.